# Ciriaco De Mita
Ciriaco De Mita, né le 2 février 1928 à Nusco en Campanie et mort le 26 mai 2022 à Avellino (Italie), est un homme d'État italien.
Membre de la Démocratie chrétienne, dont il est le secrétaire national de 1982 à 1989 puis président jusqu'en 1992, il est plusieurs fois ministre dans les années 1970 et président du Conseil entre 1988 et 1989.

## Biographie
Fils d'un modeste tailleur, membre d'une grande fratrie, Ciriaco De Mita accède à des écoles privés grâce à l'intervention du prêtre de la paroisse puis obtient une bourse pour étudier le droit à l'Université catholique du Sacré-Cœur à Milan.
Ciriaco De Mita adhère à la Démocratie chrétienne en 1953 au sein du courant de la « gauche de base » et entre au conseil national en 1956. Il est élu député pour la première fois en 1963 et devient l'homme fort de l'Irpinia au détriment de son camarade, l'ancien ministre Fiorentino Sullo, qui passe au Parti social-démocrate italien. En 1969, Aldo Moro l'appelle au poste de secrétaire général adjoint sous le secrétariat d'Arnaldo Forlani.
Secrétaire d’État auprès du ministre de l'Intérieur en 1968, il occupe ensuite divers portefeuilles ministériels entre 1973 à 1979 : l'Industrie, le Commerce et l'Artisanat dans les cabinets Rumor IV et V (1973-1974), Commerce extérieur dans le gouvernement Moro IV (1974-1976), et Interventions extraordinaires dans le Mezzogiorno auprès d'Andreotti (1976-1979), se forgeant à ce dernier poste, un réseau d'obligés en Italie méridionale.
Il est élu secrétaire national du parti de centre de la Démocratie chrétienne en mai 1982, avec 55 % des voix représentant l'aile gauche à laquelle il appartient et une partie du centre. Il rénove son parti et envoie le 2 août 1984 des coordinateurs dans les dix villes clés d'Italie (Turin, Milan , Gênes, Bologne, Florence, Rome, Naples, Bari, Palerme et Catane) pour contrer le pouvoir local et corrompu des barons démocrates-chrétiens locaux, ce que contestent Amintore Fanfani et Carlo Donat-Cattin. Face aux scandales, il impose de nouvelles figures dans son parti, notamment en Sicile.  
Il est confirmé dans ses fonctions en 1984, malgré la large défaite de la DC aux élections générales de 1983, puis réélu à la quasi-unanimité en 1986. En interne, il affronte le Mouvement populaire proche du mouvement catholique Communion et Libération qui critique la trop grande laicisation de la société en Italie. Il s'oppose également à ses camarades Andreotti et Forlani, ainsi qu'au socialiste Bettino Craxi, allié des gouvernements démocrates-chrétiens, se montrant plus ouvert au PCI qu'au PSI. 
Il est président du Conseil des ministres entre le 13 avril 1988 et le 22 juillet 1989, en négociant la création de son cabinet avec le PSI, le PRI, le PSDI et le PLI. Il doit quitter le secrétariat général et la présidence du Conseil au profit respectivement de Forlani et Giulio Andreotti après la chute du courant de gauche lors du congrès de la DC du printemps 1989 à un peu plus de 30 % des mandats.
Il laisse la présidence de son parti après la nomination de Mino Martinazzoli comme secrétaire général, peu après avoir pris, en septembre 1992, la présidence de la Commission bicamérale pour les réformes institutionnelles qu'il abandonne en mars 1993. 
Mis en cause dans l'Opération Mains propres, il est acquitté alors que son frère et des proches sont condamnés. Il quitte la Démocratie chrétienne lors de son effondrement en 1994 pour le Parti populaire italien et soutient ensuite la coalition de centre gauche de L'Olivier (L'Ulivo).
Il ne se présente pas aux élections générales de 1994 mais se porte candidat lors des élections de 1996 dont il sort vainqueur. Il siège à la commission parlementaire pour les réformes constitutionnelles entre 1997 et 1998. 
Il est élu député européen pour le Parti populaire italien lors des élections européennes de 1999, et revient au Parlement italien en 2001 et 2006 avec la Margherita et l'Ulivo.
Lors des élections européennes de 2009, il est élu député européen dans la circonscription « Italie méridionale », pour l'Union de Centre.
Il est maire de Nusco de 2014 à sa mort, dans une maison de repos d'Avellino.

## Décorations
- Chevalier de la Grand-Croix de l'Ordre du mérite de la République italienne (2019)